# ماثيو غودوين
ماثيو غودوين (بالإنجليزية: Matthew Goodwin)‏ هو أستاذ جامعي بريطاني، ولد في 17 ديسمبر 1981.